# Simon Elliott
Simon John Elliott (Wellington, 10 giugno 1974) è un allenatore di calcio ed ex calciatore neozelandese, di ruolo centrocampista.

## Palmarès

### Club
- CONCACAF Champions' Cup: 1

L.A Galaxy: 2000
- U.S. Open Cup: 1

L.A Galaxy: 2001
- MLS Supporters' Shield: 2

L.A Galaxy: 2002
Columbus Crew: 2004
- Campionato MLS: 1

L.A Galaxy: 2002

### Nazionale
- Coppa d'Oceania: 1

2002